# Sharice Davids
Pour les articles homonymes, voir Davids.
Sharice Davids, née le 22 mai 1980 à Francfort-sur-le-Main, est une femme politique américaine. Membre du Parti démocrate, elle est élue pour représenter le 3e district du Kansas à la Chambre des représentants des États-Unis en novembre 2018. Membre de la nation winnebago, elle est, avec Deb Haaland, l'une des deux premières Amérindiennes élue à la Chambre des représentants.

## Biographie
Sharice Davids est membre de la nation amérindienne des Winnebagos basée dans l'actuel Wisconsin. Elle est élevée par sa mère célibataire, ancienne membre des forces armées des États-Unis et déménage régulièrement pendant son enfance, au gré des affectations de sa mère. Pour devenir avocate, elle part faire ses études à l'université Cornell.
Plus jeune, elle a passé cinq ans à travailler à la Réserve indienne de Pine Ridge dans le Dakota du Sud avant d'obtenir une bourse de la Maison-Blanche en 2016. Elle a également fait partie pendant un an de l'administration Obama,. 
Dans les années 2000, elle débute en tant que combattante d'arts martiaux mixtes (MMA) - qui inclut du taekwondo, de la capoeira, du ju-jitsu et du karaté. Elle avoue dans une interview en 2018 qu'en 2006, elle s'entraînait 30 h par semaine en tant que membre de l'équipe féminine de l'Ultimate Fighting Championship. Dans ce sens, elle tourne sa vidéo de campagne dans une salle de gym.
Lors des élections des gouverneurs américains de 2018, elle bat le candidat républicain sortant, Kevin Yoder, et remporte le siège à la Chambre des représentants des États-Unis pour le 3e District du Kansas. Elle est alors la première femme amérindienne élue au Congrès — avec Deb Haaland — et la première lesbienne élue pour représenter le Kansas,.